# Furrer-Jacot
Pour les articles homonymes, voir Jacot et Furrer.
 (juillet 2019).
Furrer-Jacot est une entreprise suisse de joaillerie et orfèvrerie, spécialisée dans les alliances/anneaux de mariage. Son siège est à Schaffhouse.

## Histoire
En 1858, l'orfèvre Jacques Arbenz a ouvert une bijouterie avec un atelier à Schaffhouse, en Suisse, près de la frontière allemande. Le commerce de bijoux est exploité par la famille Arbenz depuis trois générations. En 1943, elle sera reprise par Fritz Furrer, un vieil ami de la famille. Après son mariage avec Lucienne Jacot, Fuller a changé le nom de sa société en Fuller-Jacot. Il a commencé à exporter des bijoux dans chaque pays à partir de 1958. Les produits ont été exportés au Japon pour la première fois par une société de négoce suisse à la fin des années 60, où ils connaissent leur plus grand succès à l'exportation. L'entreprise possède également la marque Christ.

## Description
Une des caractéristiques majeures de leur production est qu'elle est fabriquée par forgeage au lieu de la coulée générale. 20 tonnes ou plus de pression sur le matériau métallique de la matière première sont appliqués et ensuite mélangés de nombreuses fois[réf. nécessaire].

## Directeurs
- Walter Häusermann, 2010-actuel